# Nakayoshi
Nakayoshi (яп. なかよし Накаёси) — японский манга-журнал, ежемесячно издаваемый компанией Kodansha. Nakayoshi является одним из старейших журналов, посвящённый манге, первый номер вышел в декабре 1954. Так как главными читателями являются девочки школьного возраста в начальных и средних классах, в Nakayoshi печатается преимущественно сёдзё-манга. Сюжеты в основном романтические, посвященные чистой любви. Именно в нём издавались популярнейшие манги Cardcaptor Sakura и «Сейлор Мун».
Продается вместе с фуроку — маленькими сувенирами, наподобие фигурок, игрушек, сумочек, постеров, стикеров. Журнал таким образом старается поощрить девушек покупать их собственные журналы, а не делиться с подругами.

## Тиражи
В середине 1990-х годов Nakayoshi продавался тиражом приблизительно 1 800 000 копий.
Журнал входит в тройку самых продаваемых сёдзё-изданий современности вместе с Ciao и Bessatsu Margaret.
| Год   | 2004    | 2005    | 2007    | 2009    |
| ----- | ------- | ------- | ------- | ------- |
| Тираж | 457 083 | 457 500 | 400 000 | 306 667 |

## Манга изNakayoshi
| A - Ai Shoujo Pollyanna Monogatari (Харука Фукусима) - Ai no Wakakusa Monogatari (Цукаса Котобуки) - Absolute Boy (Ю Асагири) - Anmitsu Hime (Идзуми Такэмото) - Arisa (Дзюн Макимура) - Azuki-chan (Тика Кимура, по сюжету Ясуси Акимото) B - Bokurano (Нацуми Андо) - Brave Story (Миябэ Миюки) - Book Girl(Мидзуки Номура) C - Candy Candy (Юмико Игараси, по сюжету Кёко Мидзуки) - Cardcaptor Sakura (CLAMP) - Crest of the Stars (Кэй Энуэ) - Cherry Juice (Харука Фукусима) - Chobi of Animal Island (Нянко Канасиро) - Повесть о Золушке (Харука Фукусима) - CUTE BEAT Oshare Club (Кэйко Окамото) D - Daa! Daa! Daa! (Мика Кавамура) - Demon City Shinjuku (Мика Кавамура) - Dirty Pair (Ю Аюми, по сюжету Миюки Кобаяси) - Doki Doki! Tamatan (Когэ-Домбо) F - Fortune☆Cake (Харука Фукусима) - Futari wa Pretty Cure (Футадо Камиката, по сюжету Идзуми Тодо) - Futari wa Pretty Cure Max Heart (Футадо Камиката, по сюжету Идзуми Тодо) G - Ghost Hunt (Сихо Инада, по сюжету Фуюми Оно) - Girls Fight (Гарудзу Файто, по сюжету Миа Икуми) - Pixie Pop (Эма Тояма) - Goldfish Warning! (Кингё Тюихо, по сюжету Нэко Нэкобэ) J - Jigoku Shojo (Миюки Это) - Junikyu de Tsukamaete (Нацуми Андо) K - Kamichama Karin (Когэ-Домбо) - Kamisama Kazoku (Когэ-Домбо) - Kanokon (Нацуми Андо, по сюжету Миюки Кобаяси) - Kara no Kyoukai (Эма Тояма) - Kokuriko-Zaka Kara (Тэцуро Саяма) - Kino's Journey (Кэйити Сигусава) | M - Magic Knight Rayearth (CLAMP) - Monogatari (Идзуми Такэмото) - Mamacolle (Эма Тояма) - Mamotte! Lollipop (Митиё Кикута) - Mermaid Melody Pichi Pichi Pitch (Пинк Ханамори) - Meitantei Yumemizu Kiyoshirō Jiken Note (Кэй Иноуэ, по сюжету Каору Хаяминэ) - Melting Point (Саори Исидзука) - Miracle Girls (Нами Акимото) - Mr. Pen Pen (Маюми Мурояма) - Mugen Densetsu Takamagahara (Маюми Мурояма) - Mayme Angel (Игараси Юмико) N - No. 6 (Ю Асагири) O - Ohayo! Spank (Сидзую Таканаси, по сюжету Синити Юнимиро) - Ojamajo Doremi (Сидзую Таканаси, по сюжету Идзуми Тодо) - Orange Planet (Харука Фукусима) - Otona ni NUTS (Харука Фукусима) P - Panic X Panic (Мика Кавамура) - Pineapple Mitai (Идзуми Такэмото) - Princess Knight (Осаму Тэдзука) - PQ Angels (Наоко Такэути) - Puri☆Hani (Нами Акимото) R - Record of Lodoss War (Акинори Нагаока) S - Sailor Moon (Наоко Такэути) - Saint Tail (Мэгуми Татикава) - Shugo Chara! (Peach-Pit) - Shugo Chara! Encore! (Peach-Pit) - Sugar Sugar Rune (Моёко Анно) - Super Doll★Licca-chan (Миа Икуми) - Super Inggo at ang Super Tropa (Наоко Такэути) - Smile PreCure! (Футаго Камакита) T - Tenshi no Tamago (Нацуми Оцубо) - Tokyo Mew Mew (Миа Икуми и Рэйко Ёсида) - Tomodachi (Асуми Хара) - Tsuiteru ne Hiro-san (Нацуми Андо) U - Urukyuu (Нами Акимото) Y - Yume no Crayon Oukoku (Митиро Катаока, по сюжету Рэйдзо Фукунаги) - Yume Yume☆Yu Yu (Пинк Ханамори) |